# Norma Sjöholm
Rut Norma Sjöholm, född 16 juni 1926 i Saltsjöbaden, död (stroke) 29 maj 2000 i Göteborg, var en svensk dansare, skådespelare och revyartist och revyprimadonna. Hennes paradnummer var som kurvig sexbomb, bland annat som Sveriges Carmen Miranda. Hon var dotter till luftakrobaten Gunnar Sjöholm (Steinhoff Brothers-Luftens Örnar). Norma Sjöholm är begravd på Västra kyrkogården i Göteborg.

## Filmografi
- 1961 – Stöten (Rififi in Stockholm)
- 1957 – Blondin i fara
- 1957 – Aldrig i livet (totalförbjuden)
- 1956 – Ratataa  eller the Staffan Stolle Story (Knäppupp)
- 1955 – Vildfåglar
- 1955 – Farligt löfte
- 1955 – Stampen
- 1954 – I rök och dans (Knäppupp)
- 1950 – Flicka och hyacinter
- 1946 – Pengar – en tragikomisk saga
- 1946 – 100 dragspel och en flicka
- 1944 – Jag är eld och luft
- 1944 – Jitterbug (kortfilm)
- 1943 – Kungsgatan

## Medverkan i revyer
- 1959 Veckans Revy (Liseberg): "Fanfar för Folket" Vår-revy med pukor och trumpeter av Sten-Åke Cederhök
- 1959 Hälsingborgsrevyn
- 1959 Sommarrevyn "Smila en Smula" - Ett vågspel av Sten-Åke Cederhök
- 1958 Teaterbåten (Göteborgs hamnkanal)
- 1954 Tjadden Hällströms Boulevardteaterrevy (Ringv. Sthlm)
- 1949 Bullen bjuder på middag (Teaterbåten, nyårsrevy ) Regi Erik "Bullen" Berglund
- 1948 Operettrevyn "På Värdshuset Vita Hästen" Södra Teatern, Malmö
- 1947 Revyn "Opp med Folket" (Folkets hus, Stockholm) av Ragnar Klange

## Övrigt
- (runt 1967) innehavare av "Norma's Swedish Meatball Corner", (4002 Santa Monica Blvd, Los Angeles) och senare liknande "hak" i Göteborgs hamnområde.
- (okänt årtal) av Stockholms-Tidningen vald till Stockholms vackraste flicka med det vackraste namnet
- (okänt årtal) Tredje pristagare i SM i jitterbugg, Nalen
- 1955 prisbelönt hattmodist (Expressens Hattparad publicerad 16 maj 1955) för ateljé Mode Rosa
- 1946 Omslagsflicka för tidningen Pinup nr 2, med foto från scenframträdande som Sveriges Carmen Miranda
- Flera uppdrag i reklamfilmer bland annat för Colgate